# Compañía Nacional de Danza
La Compañía Nacional de Danza, CND, (en català: companyia nacional de dansa) és la companyia de dansa estatal d'Espanya, financiada per l'Institut Nacional de les Arts Escèniques i de la Música del Ministeri de Cultura espanyol i amb seu a Madrid. Actualment és dirigida per Muriel Romero.
El francès Hervé Palito, format amb Maurice Béjart i que des de 2002 era coordinador artístic de la CND, és provisionalment el director artístic, entre Nacho Duato i José Martínez, des d'agost de 2010 fins que aquest darrer acabi els seus compromisos a París, l'1 de setembre de 2011. El coordinador artístic actual és l'alemany Thomas Klein, format a l'escola de John Cranko i que ha estat ballarí a la CND durant deu anys. L'assistent de coreografia del director artístic és, des de 1996, la ballarina ovetense Yoko Taira, que ha creat coreografies tant per a la CND com per a la Compañía Nacional de Danza 2 (CND2), el planter de la CND. El cos de ball compta a més amb vint-i-set ballarins i ballarines de diferents formacions i nacionalitats.

## Història
Va ser fundada en 1979, amb el nom de Ballet Nacional de España Clásico, i el seu primer director va ser Víctor Ullate. Aleshores comptava amb dos cossos de ball, un de dansa clàssica i un altre de dansa espanyola.
En 1983 la barcelonina María de Ávila, mestra d'Ullate, va prendre el relleu de la direcció artística. Va unir el Ballet Nacional de España Clásico amb el Ballet Nacional de España Español, formant el Ballet Nacional de España. Va sistematitzar el treball intern del ballet, va introduir i donar èmfasi a coreografies de clàssic més modernes, com per exemple de George Balanchine, Anthony Tudor i de nous coreògrafs emergents. Un dels coreògrafs que havien fet treballs per a d'Àvila era Ray Barra, un estatunidenc instal·lat a Madrid a qui ella mateixa va oferir-li posteriorment el càrrec de director estable, que va mantenir fins a l'any 1990.
Després de d'Àvila, a partir de 1987, va ser la russa Maya Plisetskaya qui dirigiria el llavors anomenat Ballet Lírico Nacional, escissió clàssica del Ballet Nacional de España, fins a 1990.
El valencià Nacho Duato va ser el director artístic de 1990 a 2010. Duato va donar l'actual nom a la companyia de dansa, Compañía Nacional de Danza, va afegir-hi repertori de dansa contemporània, fa fer que augmentés de trenta a cent representacions internacionals i va donar-li visibilitat a través d'un ampli treball de comunicació. Sembla que la ministra espanyola de Cultura en 2010, Ángeles González-Sinde era de l'opinió que la CND havia de tenir inminentment un repertori únicament clàssic i neoclàssic, i aquest és un dels motius pels quals Duato va abandonar la CND després de vint anys. El coreògraf va denunciar la impossibilitat d'entesa amb el ministeri a causa de la incomprensió motivada pel complet desconeixement de la ministra en el camp de la dansa.